# جوزيف بيررانو
جوزيف بيررانو (بالإنجليزية: Joseph Perrino)‏ هو ممثل أمريكي، ولد في 1982 بنيويورك في الولايات المتحدة.

## أعمال

### أفلام
- (1996) النيام[2]

## وصلات خارجية
- جوزيف بيررانو على موقع IMDb (الإنجليزية)
- جوزيف بيررانو على موقع ألو سيني (الفرنسية)
- جوزيف بيررانو على موقع قاعدة بيانات الأفلام السويدية (السويدية)
- جوزيف بيررانو على موقع قاعدة بيانات الفيلم (الإنجليزية)